# Islas Feroe en los Juegos Paralímpicos de Londres 2012
Las Islas Feroe estuvieron representadas en los Juegos Paralímpicos de Londres 2012 por un deportista masculino. El equipo paralímpico no obtuvo ninguna medalla en estos Juegos.